# 帕 (布吉納法索)
帕（法語：Pâ）為位在布吉納法索西南方的城鎮，由布克萊迪穆翁大區巴雷省帕縣管轄。該城鎮為帕縣的首府。1996年人口普查中該城鎮人口有8,649人。

## 外部連結
- Satellite map at Maplandia.com （页面存档备份，存于）